# 王卓如
王卓如（1911年—1991年10月），男，河南内黄人，中华人民共和国政治人物，曾任山东省人民委员会副省长，第六、七届全国政协委员。

## 生平
王卓如1911年出生于河北省濮阳县（今河南省内黄县）。1927年7月加入中国共产主义青年团，同年转为中国共产党党员。1929年和1931年两次被国民党反动派逮捕。第二次国内革命战争时期，任中共濮阳县县委委员、直南特委巡视员、宣传部长，直南特委书记兼宣传部长。抗日战争和解放战争时期，历任华北抗日联军第二路军司令员兼政委，晋南道清游击支队政委，第十八集团军野战政治部民运部长，鲁西区党委、冀鲁豫区党委委员兼行署秘书长，冀鲁边区党委书记兼组织部长、军区政委，渤海区党委组织部长、副书记、书记、军区政委和行署主任等职。
新中国成立后，历任中共山东分局委员、财经委副主任，山东省人民政府副主任兼财委主任、副省长兼计委主任、常务副省长、全国供销合作总社副主任等职。
1958年，主持山东省经济工作的王卓如因反冒进反浮夸，被山东省委停职检查，随后牵连了上百个县级干部，被打成一个“反党集团”。1958年秋被开除党籍，下放到淄博市博山电机厂任副厂长，在翻砂车间劳动。
1962年案件平反，进京任全国供销合作总社副主任。
1982年退居二线，任中华全国供销合作总社理事会副主任。

## 家庭
堂叔王从吾，曾任中共中央纪律检查委员会书记。